# Naturpark Zirbitzkogel-Grebenzen

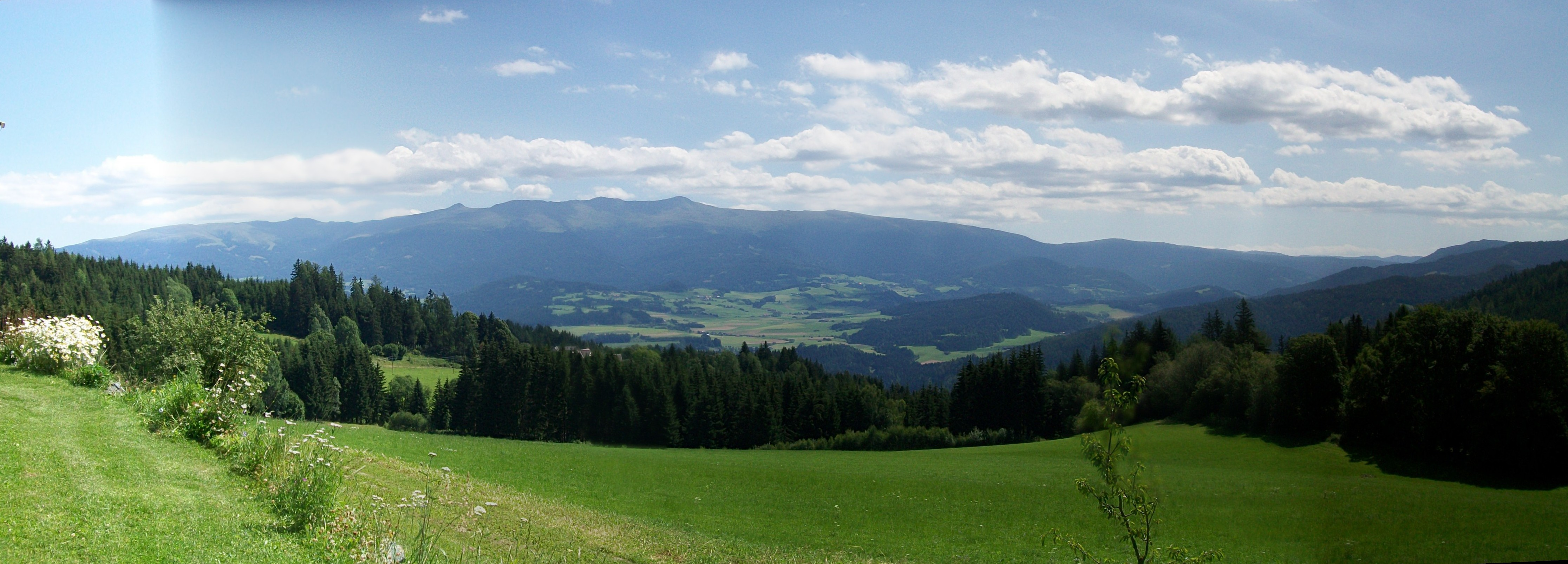
Blick von Grebenzen zum Zirbitzkogel

Der Naturpark Zirbitzkogel-Grebenzen wurde als Naturpark im Jahr 1983 gegründet und liegt im Bezirk Murau in der Steiermark in Österreich.

## Geografie
Der Naturpark ist ein Naturschutz- und Erholungsgebiet in der Neumarkter Passlandschaft im steirisch-kärntnerischen Grenzland zwischen Zirbitzkogel (2396 m) und der Grebenzen (1892 m). Mitglieder des Naturparks waren bis Ende 2014 die zehn Naturpark-Gemeinden Dürnstein in der Steiermark, Kulm, Mariahof, Mühlen, Neumarkt in Steiermark, Perchau am Sattel, St. Blasen, St. Lambrecht, St. Marein, Zeutschach. Seit 2015 sind es durch Gemeindezusammenlegungen bei gleicher Fläche des Naturparks nur mehr die drei Gemeinden Neumarkt in der Steiermark, Mühlen und Sankt Lambrecht. Die Gesamtfläche des Naturparks beträgt 285 km².

## Landschaft und Schutzgebiet
Neben dem Natura 2000- und Ramsar-Schutzgebiet Hörfeld Moor befinden sich die Natura 2000-Gebiete Furtner Teich–Dürnberger Moor, Furtner Teich, Dürnberger Moor und Zirbitzkogel im Naturpark.

## Flora & Fauna
Folgende seltene Pflanzen und Tiere kommen im Naturpark vor: Feuerlilie, Krainer Tollkraut, Orchideen, Steinadler, Auerhahn, Fieberklee, Moorbirke, Alpen-Kammmolch, Gelbbauchunke, Rundblättriger Sonnentau.

## Sehenswürdigkeiten

### Natürliche Sehenswürdigkeiten
Im Naturpark gibt es folgende Moore und Gewässer: Furtner Teich, Dürnberger Moor, Hörfeld Moor, Dobler Moos, Auerling See, Graggerschlucht mit Kaskaden-Wasserfall, Ursprungsquelle Zeutschach, Ursprungsquelle Pöllau.

### Errichtete Sehenswürdigkeiten
Neben den natürlichen Sehenswürdigkeiten gibt es auch von Menschen errichtete Bauwerke, die das kulturelle Leben in der Region mitbestimmen: 
- Benediktinerabtei und der Stiftsgarten St. Lambrecht
- Wallfahrtskirche Maria Schönanger
- Burgruine Steinschloss
- Burg Dürnstein
- Schloss Forchtenstein
- Bauernmuseum und -mühle, Mühlen
- Schule der Sinne Neumarkt, Wegrandapotheke Perchau
- Gesundheitstherme Wildbad
- NaturLesePark Neumarkt und Naturlesemuseum
- Via Natura: 130 km Weitwanderweg mit 10 Etappen durch die 3 Naturpark Gemeinden